# Tossal del Puig (Cava)
El Tossal del Puig és una muntanya de 1.891 metres que es troba al municipi de Cava, a la comarca de l'Alt Urgell.